# رفیع پیتز

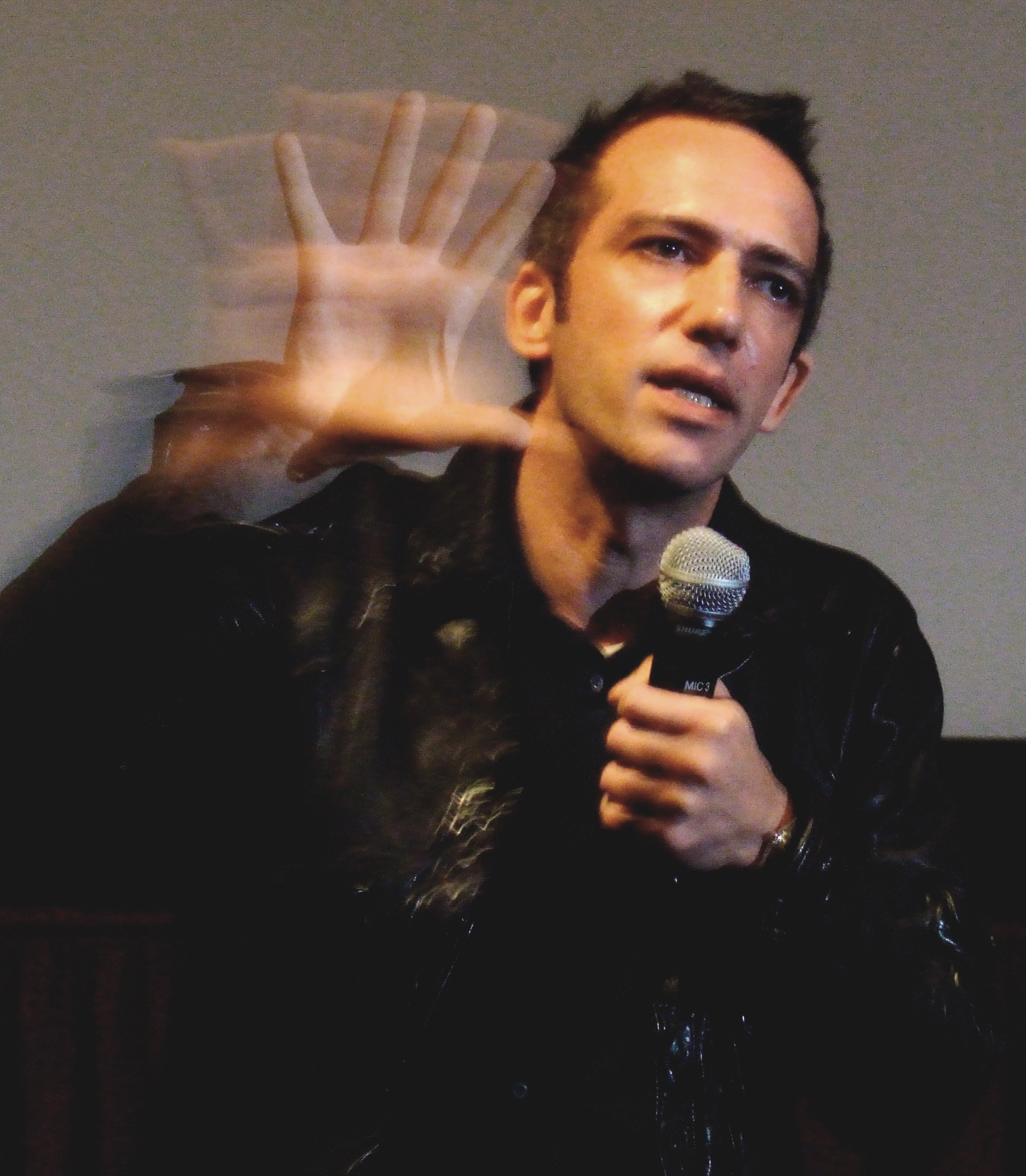
رفیع پیتز در سال ۲۰۰۷

رفیع پیتز (متولد ۱۳۴۵ در مشهد) کارگردان ایرانی و در زمره فیلمسازان موج نوی سینمای ایران است.

## زندگی
وی از پدری انگلیسی و مادری ایرانی زاده شد. مادر وی ملک‌جهان خزایی طراح صحنه و لباس سینما و تئاتر است. او دوران کودکی خود را در تهران گذراند و در سال ۱۹۸۱ به همراه خانواده‌اش به بریتانیا مهاجرت کرد. وی در سال ۱۹۹۱ از کالج-پلی تکنیک هارو در لندن (دانشگاه وستمینستر)، مدرک لیسانس خود را در رشته فیلم و عکس دریافت نمود. در همان سال اولین فیلم کوتاه او با نام در تبعید در جشنواره بین‌المللی فیلم لندن به نمایش درآمد. وی در دهه نود به پاریس رفت و با فیلمسازانی چون ژان‌لوک گدار همکاری نمود.
پیتز در سال ۱۹۹۶ به ایران آمد و اولین فیلم بلند خود را با نام فصل پنجم در ۱۹۹۷ به پایان رساند. این فیلم به گفته وی اولین همکاری سینمایی ایران و فرانسه پس از انقلاب اسلامی است و وی خود را اولین کارگردان ایرانی مقیم خارج می‌داند که پس از انقلاب اسلامی در ایران فیلم ساخته‌است.

## جایزه‌ها و نامزدی‌ها
- نامزد دریافت جایزه خرس طلایی در شصتمین جشنواره بین‌المللی فیلم برلین برای فیلم شکارچی (۲۰۱۰)[۱]
- نامزد دریافت جایزه خرس طلایی در پنجاه و ششمین جشنواره بین‌المللی فیلم برلین برای فیلم زمستان است (۲۰۰۶)[۲]
- برنده جایزه گران پری در جشنواره فیلم پاریس برای فیلم صنم (۲۰۰۱)[۳]
- برنده جایزه ماه طلایی جشنواره والنسیا برای فیلم صنم (۲۰۰۱)
- برنده جایزه ماه طلایی جشنواره والنسیا برای فیلم فصل پنجم (۱۹۹۸)[۴]

## حواشی
رفیع پیتز در میانه اتفاقات پس از انتخابات ریاست جمهوری ۱۳۸۸ با نوشتن نامه‌ای سرگشاده خطاب به محمود احمدی‌نژاد پرسش‌هایی دربارهٔ اوضاع ایران مطرح کرد. به گفته او «احمدی‌نژاد کسی است که یک شبه جنبش سبز را غیرقانونی اعلام و سرکوب کرده‌است. اگر او برای قانون اساسی و انقلاب سال ۵۷ کمترین ارزشی قائل است باید از قدرت کناره‌گیری کند.»

## فیلم‌شناسی
- من نرو هستم (۲۰۱۶)
- آرگو (۲۰۱۲)
- شکارچی (۲۰۱۰)
- زمستان است (۲۰۰۶)
- آبل فرارا: مجرم نیست (مستند، ۲۰۰۳)
- صنم (۲۰۰۰)
- فصل پنجم (۱۹۹۶)
- سلندر (کوتاه، ۱۹۹۴)
- در تبعید (کوتاه، ۱۹۹۱)